# 俣野航輝
俣野 航輝（またの こうき、2001年 - ）は、日本のオーボエ奏者、実業家。株式会社俣野クリエイション代表取締役社長。香川県出身。武蔵野音楽大学音楽学部在学。

## 経歴
香川県生まれ。12歳よりオーボエを始め、のちに高松第一高等学校　音楽科へ進学後はプロのオーボエ奏者として研鑽を積み重ねる。
高校在学中において、作編曲、オーボエ関連製品事業を取り組む中で俣野の製作するオーボエリード製品が地元香川の株式会社シャープアンドフラットにて取引を開始された。
2020年に武蔵野音楽大学音楽学部へ進学後はより事業活動に専念しており、俣野オーボエリード製作所の屋号を定め全国へ取引先を展開。
のちに株式会社俣野クリエイションを設立。同社の代表取締役に就任した。この際これまで行なっていてオーボエ関連製品の開発製造卸事業である俣野オーボエリード製作所を同社に経営統合。
同社設立後の2024年以降、現在はクラシック音楽業界の商業的な活動の活性化を目標としてさまざまな取り組みを行なっている。

## 人物
- 趣味は自動車、オートバイ、時計愛好家。